# Vilnoandriivka, Vilneansk
Vilnoandriivka (în ucraineană Вільноандріївка) este un sat în comuna Mîhailivka din raionul Vilneansk, regiunea Zaporijjea, Ucraina.

## Demografie
Componența lingvistică a localității Vilnoandriivka
     Ucraineană (81,29%)
     Rusă (18,59%)
Conform recensământului din 2001, majoritatea populației localității Vilnoandriivka era vorbitoare de ucraineană (81,29%), existând în minoritate și vorbitori de rusă (18,59%).